# Max Schneider (Sänger)

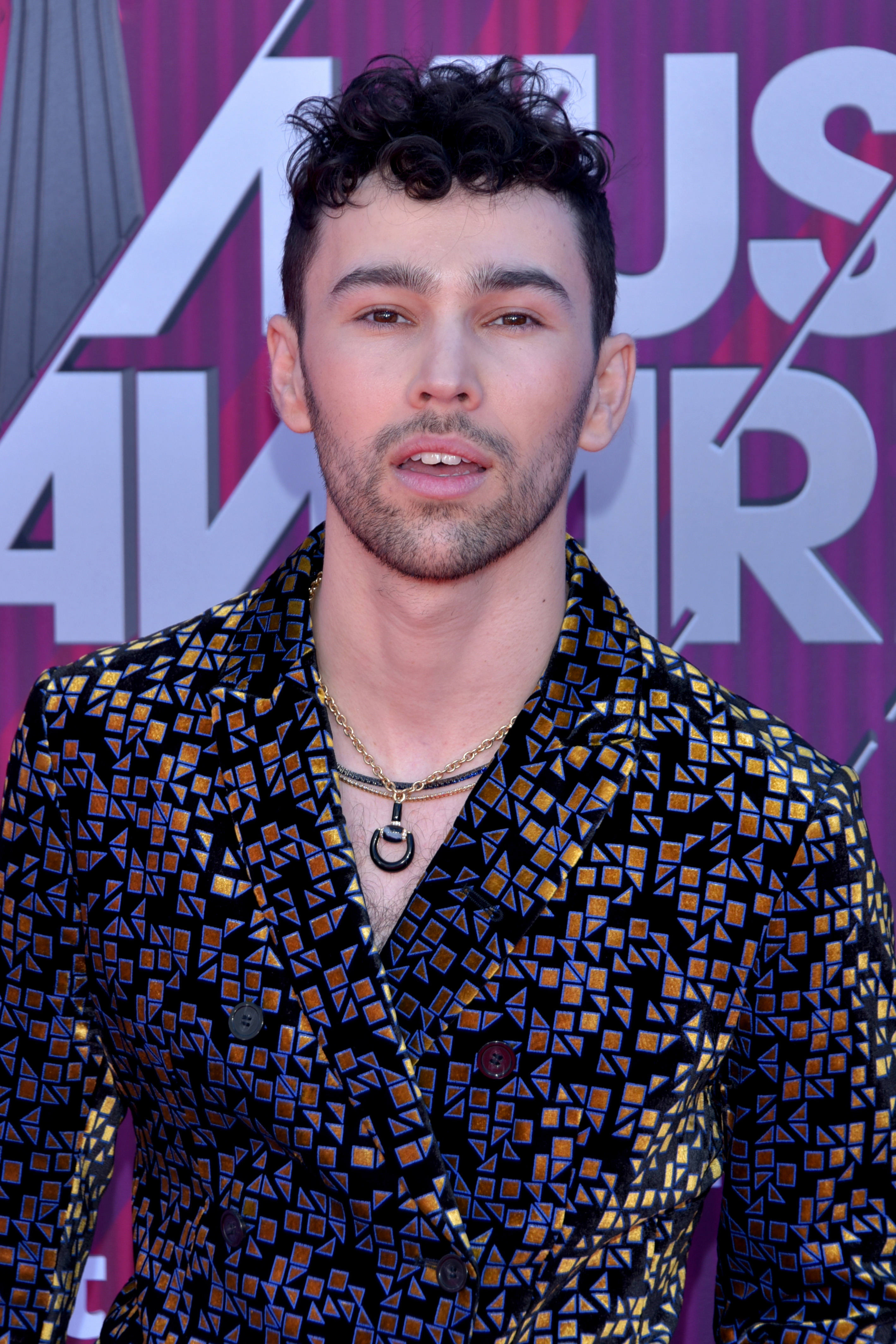
Max Schneider (2019)

Maxwell George Schneider (* 21. Juni 1992 in Manhattan, New York City), Künstlername MAX, ist ein US-amerikanischer Sänger und Schauspieler.

## Leben
Max Schneider wurde im Juni 1992 in Manhattan im Bundesstaat New York geboren und wuchs in Woodstock auf. Er wurde jüdisch erzogen. Er spielt Klavier und Ukulele. Im Januar 2010 wurde er aus 6000 Bewerbern ausgewählt um die YoungArts-Programm in Miami zu besuchen. Im selben Jahr absolvierte er die Professional Performing Arts (PPAS) High School in New York City mit Auszeichnung. Danach erhielt er ein Stipendium im Musiktheater auf der New York University. Er unterbrach es, um an seiner Schauspielkarriere zu arbeiten.
Im Mai 2010 posierte er zusammen mit Madonna für eine Dolce-&-Gabbana-Kampagne, die von Steven Klein fotografiert wurde und im Herbst 2010 erschien.
Schneider heiratete im April 2016 Emily Cannon.

### Schauspielkarriere
2008 war er als Zweitbesetzung für die Rollen des Brett, Malcolm, Richie und Simon in dem Musical 13 neben Ariana Grande und Elizabeth Gillies zu sehen. Während der High-School-Zeit spielte er als Justin McTeague in Law & Order: Special Victims Unit mit. 2010 war er als Tänzer in zwei Episoden der Seifenoper Liebe, Lüge, Leidenschaft zu sehen. 2011 erhielt er die Rolle des Lance in dem Film The Last Keepers. Ebenfalls 2011 nahm er am Worldwide Day of Play teil. Seinen Durchbruch schaffte er an der Seite von Cymphonique Miller und Halston Sage in der Nickelodeon-Jugendserie How to Rock, in der er die männliche Hauptrolle des Zander Robbins spielte. Jedoch wurde die Serie nach einer Staffel eingestellt.
Im Mai 2012 war er neben Keke Palmer, Drake Bell, Avan Jogia, Burkely Duffield und Nick Cannon in dem Nickelodeon-Fernsehfilm Rags als Charlie Prince zu sehen. Im selben Jahr hatte er einen Gastauftritt als Jake Riley in der The-CW-Fernsehserie Beauty and the Beast.
Mitte März 2013 bekam Schneider eine Hauptrolle als Ian Martinez in der NBC-Fernsehserie Crisis, die von Rand Ravich erdacht wurde und von März bis Juni 2014 auf dem Sender ausgestrahlt wurde. Im Beach-Boys-Film Love & Mercy war er Ende 2014 als Van Dyke Parks zu sehen.

### Musikkarriere
Seit 2006 schreibt und singt er Lieder. 2010 erschien seine EP First Encounter, die im iTunes Store erhältlich ist. 2012 hat er mit Kurt Hugo Schneider auf YouTube zusammengearbeitet und die beiden nahmen Coversongs von Bruno Mars, The Script und Gavin Degraw auf. Zusammen mit Megan und Liz Mace nahm er 2012 den Song Call Me Maybe von Carly Rae Jepsen als Coverversion auf. Außerdem hat er zusammen mit Victoria Justice ein Medley von Bruno Mars-Hits, von Maroon 5-Hits und Justin-Timberlake-Hits aufgenommen. Dabei ist auch eine Cover-Version von Say Something der beiden erschienen.
Vom 2. August bis zum 14. September 2012 tourte er zusammen mit Victoria Justice durch die Vereinigten Staaten. Außerdem veröffentlichte er im August 2012 die Songs Quicksand und Everyday. Nebenbei verfasst er für einige andere Künstler Songs. So hat er für die Disney-Channel-Fernsehserie Shake It Up – Tanzen ist alles den Song Show You How To Do geschrieben. Außerdem schrieb er zusammen mit Kurt Schneider und Matt Gerrard den Song Standing in China, den er an Cody Simpson für dessen Album Paradise verkaufte. Auch das Lied Last 1 Standing, der von Cymphonique Miller in How to Rock gesungen wird, wurde von Schneider zusammen mit Matt Wong and Claire Demorest geschrieben.
Am 21. Mai 2013 veröffentlichte Schneider seine erste Single Nothing Without Love und das dazugehörige Musikvideo. Im Juni veröffentlichte er zusammen mit Keke Palmer den Cover-Song The Other Side von Jason Derulo, der ebenfalls im Cover mitsang. Am 24. Februar 2014 veröffentlichte er seine zweite Single Mug Shot sowie das dazugehörige Musikvideo. Im April 2014 kündigte er die The Say Max EP für Mai an und veröffentlichte am selben Tag den Song Streets Of Gold.
Im Februar 2015 verkündete Schneider, dass er ab sofort bei dem Plattenlabel DCD2 Records unter Vertrag steht und veröffentlichte gleichzeitig die Single Puppeteer, die bereits auf der The Say Max EP erhältlich ist. Für Ende März 2015 ist die Veröffentlichung seines neuen Songes Gibberish featuring Hoodie Allen geplant.
Im Juni 2015 tourte er mit Fall Out Boy, Wiz Khalifa und Hoodie Allen auf der „Boys of Zummer“-Tour. Im Mai 2018 erschien eine Zusammenarbeit mit Noah Cyrus namens „Team“. 2017 und 2018 tourte er mit Fall Out Boy gemeinsam während ihrer „Mania“-Worldtour.
2018 startete seine Tour „House of Divine“.

## Filmografie

### Filme
- 2012: Rags (Fernsehfilm)
- 2013: The Last Keepers
- 2014: Love & Mercy
- 2014: Checked Out (Fernsehfilm)
- 2017: Sons of God

### Serien
- 2009: Law & Order: Special Victims Unit (Fernsehserie, Episode 10x15)
- 2010: Liebe, Lüge, Leidenschaft (One Life to Live, Fernsehserie, zwei Episoden)
- 2012: Beauty and the Beast (Fernsehserie, Episode 1x08)
- 2012: How to Rock (Fernsehserie, 25 Episoden)
- 2014: Crisis (Fernsehserie, 13 Episoden)

## Diskografie
Alben
- 2013: Schneider Brother Covers
- 2015: NWL
- 2016: Hell’s Kitchen Angel
- 2020: Colour Vision

EPs
- 2010: First Encounter
- 2014: The Say Max EP
- 2015: Ms. Anonymous
- 2015: Wrong
- 2016: Lights Down Low
- 2017: Spotify Singles

Singles
- 2011: You Don’t Know Me
- 2012: Me and You Against the World (mit Keke Palmer)
- 2013: Nothing Without Love
- 2014: Mug Shot
- 2014: Streets of Gold
- 2014: Darling
- 2015: Puppeteer
- 2015: Gibberish (feat. Hoodie Allen)
- 2015: Ms. Anonymous (feat. Jared Evan)
- 2015: Wrong (feat. Lil Uzi Vert)
- 2016: Holla
- 2016: Basement Party
- 2016: Lights Down Low (feat. Gnash, UK: Silber)
- 2016: You Want More (mit 3LAU)
- 2017: One More Weekend (mit Audien)
- 2017: Do You Still Feel? (mit Rain Man)
- 2017: Survive (mit Saint Wknd)
- 2017: Meteor
- 2018: Team (mit Noah Cyrus)
- 2018: Still New York (feat. Joey Badass)
- 2018: Dear Sense (mit Louis the Child)
- 2018: Worship
- 2019: Love Me Less (feat. Quinn XCII / Kim Petras, US: Platin)
- 2019: Acid Dreams (mit Felly)
- 2019: Checklist (feat. Chromeo)
- 2020: Where Am I At
- 2020: Missed Calls (feat. Hayley Kiyoko)
- 2020: Naked (mit Jonas Blue)
- 2020: Working for the Weekend (mit Bbno$)
- 2021: Butterfiles (feat. Ali Gatie, US: Gold)

Als Gastmusiker
- 2015: Dragonfly (Chris Malinchak feat. MΛX)
- 2016: Did You Wrong (Sweather Beats feat. MΛX)
- 2016: Savage (Whethan feat. Flux Pavilion & MΛX)
- 2017: Fight for You (Inverness Remix) (Pluto feat. MΛX)
- 2017: Pacific Coast Highway (Two Friends feat. MΛX)
- 2017: Do You Still Feel? (Rain Man feat. MΛX)
- 2017: Indestructible (Not Your Dope feat. MΛX)
- 2018: Lonely (Matoma feat. MΛX)
- 2018: Satisfied (Galantis feat. MΛX)
- 2020: Burn It (Agust D feat. MΛX)
- 2020: Bad Boy (Yung Bae feat. Wiz Khalifa, bbno$ & MΛX)
- 2020: Set Me Free (Oliver Heldens & Party Pupils feat. MAX)

Soundtracks
- 2012: Rags (mit Keke Palmer)